# دانشگاه میلان

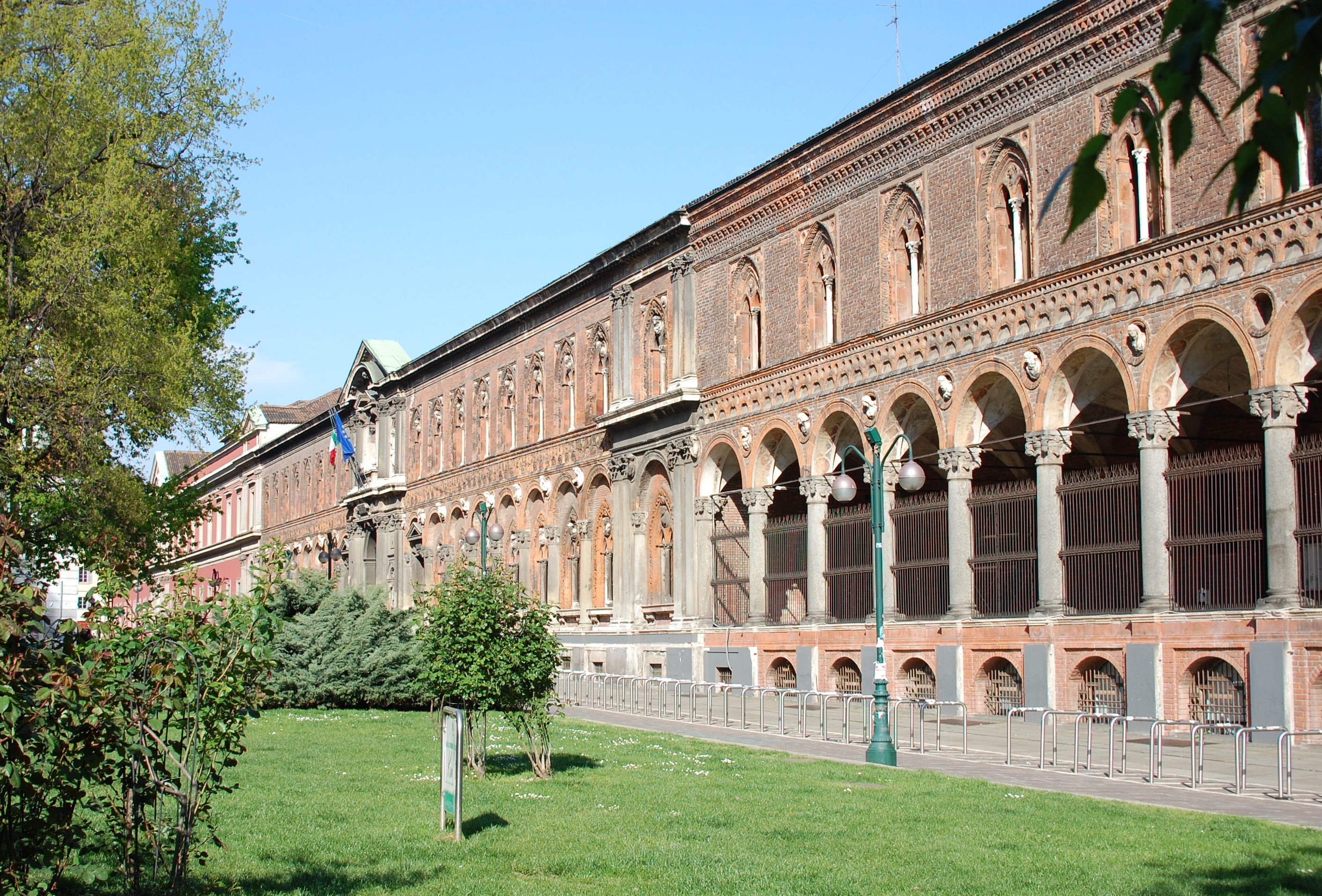
دانشگاه میلان

دانشگاه میلان یکی از مؤسسات آموزش عالی در شهر میلان در ایتالیا است. این دانشگاه یکی از مهم‌ترین و بزرگ‌ترین دانشگاه‌های اروپا با حدود ۶۰ هزار دانشجو، ۲ هزار استاد و ۱۹۰۰ کارمند است.